# Institut allemand de recherche pour le vol à voile
Pour les articles homonymes, voir DFS.
L'institut allemand de recherche pour le vol à voile (DFS : Deutsche Forschungsanstalt für Segelflug) développa entre 1927 et la fin de la Seconde Guerre mondiale de nombreux planeurs, des chasseurs propulsés par des moteurs-fusées et planeurs lourds (cargo), ainsi entre autres que le DFS Habicht, le premier planeur entièrement apte à la voltige.

## Histoire
L'institut était issu de l'association de pionniers du vol-à-voile Rhön-Rossitten-Gesellschaft (RRG) fondée en 1925.
Le siège principal du DFS était tout d'abord situé sur le célèbre sommet et base de vol-à-voile Wasserkuppe. Il fut transféré en 1933 vers Darmstadt-Griesheim par manque de place. Il devint alors sous la direction du Prof. Dr. Walter Georgii un centre de recherche aéronautique allemand de tout premier rang. 
Il se composait de plusieurs autres instituts, se consacrant par exemple à la météorologie, au développement d'ailes volantes ou d'instruments de pilotage. Le directeur de l'institut de recherche aéronautique était Fritz Stamer.
Les milieux militaires prirent vite conscience de l'importance des résultats des recherches, en particulier concernant les aérofreins ou le remorquage pour la Luftwaffe et apportèrent leur soutien financier.
Parmi les membres de DFS devenus célèbres, on trouve entre autres Felix Kracht, l'un des pères de l'Airbus, ainsi que Hanna Reitsch qui y travaillait pour la mise en vol des aéronefs et devint plus tard pilote d'essai de la Luftwaffe.

## Aéronefs réalisés par le DFS
- DFS 39 "Delta IV"
- DFS 40 "Delta V"
- DFS 193
- DFS 194
- DFS 203
- DFS 228
- DFS 230
- DFS 331
- DFS 332
- DFS 346
- DFS Habicht (vautour)
- DFS Kranich (grue)
- DFS Meise (mésange)
- DFS Olympia Meise (mésange olympique)
- DFS Reiher (héron)
- DFS Weihe (busard)